# Campionatul Mondial al Cluburilor FIFA 2020
Campionatul Mondial al Cluburilor 2020 a fost cea de-a 17-a ediție a Campionatului Mondial al Cluburilor FIFA, un turneu internațional de fotbal pentru cluburi organizat de FIFA între câștigătorii celor șase confederații continentale, precum și campioana campionatului națiunii gazdă. Turneul a fost găzduit de Qatar în februarie 2021.

## Numire gazdă
Cu propuneri pentru un Campionat Mondial al Cluburilor extins, FIFA a amânat anunțul unei gazde. La 28 mai 2019, FIFA a anunțat că gazda turneului din 2019 și 2020 va fi numită în cadrul reuniunii Consiliului FIFA de la Paris, Franța, la 3 iunie 2019.
Qatar a fost numit gazdă pentru turneele din 2019 și 2020 la 3 iunie 2019, servind ca evenimente de test înainte de găzduirea lor la Campionatul Mondial de Fotbal 2022. Campionatul Mondial al Cluburilor FIFA își va păstra formatul inițial înainte de reînnoire în 2021.

## Echipe calificate
| Echipa                                               | Confederația            | Calificare                                      | Participare                                                               |
| Au intrat în semifinale                              | Au intrat în semifinale | Au intrat în semifinale                         | Au intrat în semifinale                                                   |
| ---------------------------------------------------- | ----------------------- | ----------------------------------------------- | ------------------------------------------------------------------------- |
| Palmeiras                                            | CONMEBOL                | Câștigătoarea Copa Libertadores 2020            | Prima                                                                     |
| Bayern München                                       | UEFA                    | Câștigătoarea Liga Campionilor 2019-2020        | A 2-a (Anterioare: 2013)                                                  |
| Au intrat în sferturi de finală                      |                         |                                                 |                                                                           |
| Ulsan Hyundai                                        | AFC                     | Câștigătoarea 2020 AFC Champions League         | A 2-a (Anterioare: 2012)                                                  |
| Al Ahly SC                                           | CAF                     | Câștigătoarea 2020 CAF Champions League         | A 6-a (Anterioare: 2005, 2006, 2008, 2012, 2013)                          |
| Tigres UANL                                          | CONCACAF                | Câștigătoarea 2019–20 CONCACAF Champions League | Prima                                                                     |
| Au intrat în play–off–ul pentru sferturile de finală |                         |                                                 |                                                                           |
| Auckland City (S-a retras)                           | OFC                     | Nominalizat de OFC                              | A 10-a (Anterioare: 2006, 2009, 2011, 2012, 2013, 2014, 2015, 2016, 2017) |
| Al-Duhail                                            | AFC (Gazdă)             | Câștigătoarea campionatului țării gazdă         | Prima                                                                     |

Note
1. ↑  La 15 ianuarie 2021, FIFA a anunțat că  Auckland City s-a retras din competiție din cauza pandemiei COVID-19 și a măsurilor de carantină aferente solicitate de autoritățile din Noua Zeelandă.[4]

## Stadioane și orașe
Meciurile sunt programate pe două stadioane din orașul Al Rayyan, ambele urmând să găzduiască meciuri la Campionatul Mondial de Fotbal 2022.
| Education City Stadium | Ahmed bin Ali Stadium |
| Capacity: 45,350       | Capacity: 40,740      |
|                        |                       |

Un al treilea stadion, Khalifa International Stadium, ar fi trebuit să  găzduiască inițial două meciuri, dar în urma retragerii echipei Auckland City și a revizuirii ulterioare a programului de meciuri, acesta nu a mai fost folosit pentru turneu.

## Arbitrii oficiali
Șapte arbitri, doisprezece arbitri asistenți și șapte arbitri asistenți video au fost numiți pentru turneu.
| Confederation | Referees                        | Assistant referees                       | Video assistant referees         |
| ------------- | ------------------------------- | ---------------------------------------- | -------------------------------- |
| AFC           | Mohammed Abdulla Hassan Mohamed | - Mohamed Al Hammadi - Hasan Al Mahri    | Khamis Al-Marri                  |
| CAF           | Maguette N'Diaye                | - Djibril Camara - El Hadji Malick Samba | Rédouane Jiyed                   |
| CONCACAF      | Mario Escobar                   | - Nicholas Anderson - Humberto Panjoj    | Drew Fischer                     |
| CONMEBOL      | Edina Alves Batista             | - Neuza Back - Mariana de Almeida        | - Julio Bascuñán - Nicolás Gallo |
| CONMEBOL      | Esteban Ostojich                | - Nicolás Taran - Richard Trinidad       | - Julio Bascuñán - Nicolás Gallo |
| OFC           | Abdelkader Zitouni              |                                          |                                  |
| UEFA          | Danny Makkelie                  | - Mario Diks - Hessel Steegstra          | - Kevin Blom - Jochem Kamphuis   |

## Meciurile

### Play off pentru sferturi
| Al-Duhail SC | Meciul 1 Anulat | Auckland City |
| ------------ | --------------- | ------------- |
|              | Report          |               |

### Sferturi de finală
| Tigres UANL                | 2–1    | Ulsan Hyundai     |
| -------------------------- | ------ | ----------------- |
| - Gignac 38', 45+5' (pen.) | Report | - Kim Kee-hee 24' |

| Al-Duhail SC | 0–1    | Al Ahly         |
| ------------ | ------ | --------------- |
|              | Report | - El Shahat 30' |

### Semifinale
| Palmeiras | 0–1    | Tigres UANL         |
| --------- | ------ | ------------------- |
|           | Report | - Gignac 54' (pen.) |

| Al Ahly | 0–2    | FC Bayern München      |
| ------- | ------ | ---------------------- |
|         | Report | - Lewandowski 17', 86' |

### Meci pentru locul cinci
| Ulsan Hyundai        | 1–3    | Al-Duhail SC                           |
| -------------------- | ------ | -------------------------------------- |
| - Yoon Bit-garam 62' | Report | - Edmilson 21' - Muntari 66' - Ali 82' |

### Meci pentru locul trei
| Al Ahly                                     | 0–0 (d.p.) | Palmeiras                                                    |
| ------------------------------------------- | ---------- | ------------------------------------------------------------ |
|                                             | Report     |                                                              |
| - Benoun - El Solia - Mohsen - Hany - Ajayi | 3–2        | - Rony - Luiz Adriano - Gustavo Scarpa - Gómez - Felipe Melo |

### Finala
| Bayern Munich | 1–0    | UANL |
| ------------- | ------ | ---- |
| - Pavard 59'  | Report |      |

| Bayern Munich | UANL |

| GK                | 1  | Manuel Neuer (c)         |  |     |
| RB                | 5  | Benjamin Pavard          |  |     |
| CB                | 4  | Niklas Süle              |  |     |
| CB                | 21 | Lucas Hernandez          |  |     |
| LB                | 19 | Alphonso Davies          |  |     |
| CM                | 6  | Joshua Kimmich           |  |     |
| CM                | 27 | David Alaba              |  |     |
| AM                | 10 | Leroy Sané               |  | 73' |
| RW                | 29 | Kingsley Coman           |  | 73' |
| LW                | 7  | Serge Gnabry             |  | 64' |
| CF                | 9  | Robert Lewandowski       |  | 73' |
| Substitutes:      |    |                          |  |     |
| GK                | 34 | Lukas Schneller          |  |     |
| GK                | 39 | Ron-Thorben Hoffmann     |  |     |
| DF                | 20 | Bouna Sarr               |  |     |
| MF                | 22 | Marc Roca                |  |     |
| MF                | 24 | Corentin Tolisso         |  | 64' |
| MF                | 28 | Tiago Dantas             |  |     |
| MF                | 42 | Jamal Musiala            |  | 73' |
| FW                | 11 | Douglas Costa            |  | 73' |
| FW                | 13 | Eric Maxim Choupo-Moting |  | 73' |
| Manager:          |    |                          |  |     |
| Hans-Dieter Flick |    |                          |  |     |

| GK               | 1  | Nahuel Guzmán       |     |     |
| RB               | 28 | Luis Rodríguez      | 69' | 80' |
| CB               | 13 | Diego Reyes         |     |     |
| CB               | 3  | Carlos Salcedo      |     |     |
| LB               | 29 | Jesús Dueñas        | 42' |     |
| RM               | 20 | Javier Aquino       |     |     |
| CM               | 5  | Rafael Carioca      | 90' |     |
| CM               | 19 | Guido Pizarro (c)   |     |     |
| LM               | 23 | Luis Quiñones       |     |     |
| CF               | 32 | Carlos González     |     |     |
| CF               | 10 | André-Pierre Gignac |     |     |
| Substitutes:     |    |                     |     |     |
| GK               | 35 | Juan Pablo Chávez   |     |     |
| GK               | 50 | Arturo Delgado      |     |     |
| DF               | 4  | Hugo Ayala          |     |     |
| DF               | 14 | Juan Sánchez        |     |     |
| DF               | 18 | Aldo Cruz           |     |     |
| DF               | 21 | Francisco Meza      |     |     |
| DF               | 43 | Érick Ávalos        |     |     |
| MF               | 8  | Jordan Sierra       |     |     |
| MF               | 17 | Leonardo Fernández  |     |     |
| MF               | 22 | Raymundo Fulgencio  |     |     |
| FW               | 33 | Julián Quiñones     |     | 80' |
| FW               | 52 | Patrick Ogama       |     |     |
| Manager:         |    |                     |     |     |
| Ricardo Ferretti |    |                     |     |     |

| Omul meciului: Joshua Kimmich (Bayern Munich) Arbitrii asistenți: Nicolás Taran (Uruguay) Richard Trinidad (Uruguay) Al patrulea oficial: Edina Alves Batista (Brazililia) Arbitrul asistent de rezervă: Neuza Back (Brazililia) Arbitrul asistent video: Julio Bascuñán (Chile) Arbitrul asistent al arbitrului video: Khamis Al-Marri (Qatar) | Regulile meciului - 90 de minute. - 30 de minute de extra time dacă este necesar. - Penalty dacă scorul rămâne egal după 120 de minute. - Maxim douăsprezece înlocuitori numiți. - Maximum cinci înlocuiri normale, cu o a șasea permisă în prelungiri. - Maxim un înlocuitor de comoție. |

## Marcatori
| Loc | Jucător             | Echipă        | Goluri |
| --- | ------------------- | ------------- | ------ |
| 1   | André-Pierre Gignac | UANL          | 3      |
| 2   | Robert Lewandowski  | Bayern Munich | 2      |
| 3   | Almoez Ali          | Al-Duhail     | 1      |
| 3   | Edmilson            | Al-Duhail     | 1      |
| 3   | Hussein El Shahat   | Al Ahly       | 1      |
| 3   | Kim Kee-hee         | Ulsan Hyundai | 1      |
| 3   | Mohammed Muntari    | Al-Duhail     | 1      |
| 3   | Benjamin Pavard     | Bayern Munich | 1      |
| 3   | Yoon Bit-garam      | Ulsan Hyundai | 1      |

## Clasament final
| Loc | Echipa               | MJ | V | E | Î | GM | GP | DG | Pct |
| --- | -------------------- | -- | - | - | - | -- | -- | -- | --- |
| 1   | Bayern Munich (UEFA) | 2  | 2 | 0 | 0 | 3  | 0  | +3 | 6   |
| 2   | UANL (CONCACAF)      | 3  | 2 | 0 | 1 | 3  | 2  | +1 | 6   |
| 3   | Al Ahly (CAF)        | 3  | 1 | 1 | 1 | 1  | 2  | −1 | 4   |
| 4   | Palmeiras (CONMEBOL) | 2  | 0 | 1 | 1 | 0  | 1  | −1 | 1   |
| 5   | Al-Duhail (AFC) (H)  | 2  | 1 | 0 | 1 | 3  | 2  | +1 | 3   |
| 6   | Ulsan Hyundai (AFC)  | 2  | 0 | 0 | 2 | 2  | 5  | −3 | 0   |

## Premii
Următoarele premii au fost acordate la încheierea turneului. Robert Lewandowski de la Bayern München a câștigat premiul Balonul de Aur, sponsorizat de Adidas, care a fost acordat împreună cu Premiul Alibaba Cloud.
| Balonul de Aur                     | Balonul de Argint          | Balonul de Bronz               |
| ---------------------------------- | -------------------------- | ------------------------------ |
| Robert Lewandowski (Bayern Munich) | André-Pierre Gignac (UANL) | Joshua Kimmich (Bayern Munich) |
| Premiul FIFA Fair Play             |                            |                                |
| Al-Duhail                          |                            |                                |

## Legături externe
- Site web oficial